# اچ‌ام‌اس داندک (جی۶۰)
اچ‌ام‌اس داندک (جی۶۰) (به انگلیسی: HMS Dundalk (J60)) یک کشتی بود که طول آن ۲۳۱ فوت (۷۰ متر) بود. این کشتی در سال ۱۹۱۹ ساخته شد.